# Ole Sørensen (politician)
Ole Sørensen (politician) este un om politic danez, membru al Parlamentului European în perioada 1999-2004 din partea Danemarcii. 
1. ↑  Deputații în Parlamentul European